# Северный (Опаринский район)
Северный — поселок в составе Опаринского района Кировской области. 

## География
Находится на расстоянии примерно 26 километров по прямой на запад от районного центра поселка Опарино у железнодорожной ветки от поселка Латышский до поселка Речной.

## История
Поселок известен с 1978 года как поселение сотрудников колонии ИК-9. В 1989 году было учтено 289 жителей. До 2021 года входил в  Речное сельское поселение Опаринского района, ныне непосредственно в составе Опаринского района.

## Население
Постоянное население  составляло 1069 человек (русские 88%) в 2002 году, 1216 в 2010.